# 제51회 미국 작가 조합상
제51회 미국 작가 조합상은 1998년 뛰어난 활동을 보인 영화 작가를 기리기 위해 1999년 2월에 열린 시상식이다. [서부]LA, 비벌리 힐튼 호텔/[동부]뉴욕, 윈도우즈온더월드에서 개최되었다.

## 수상 및 후보

### 각본상
- 셰익스피어 인 러브 - 마크 노먼 수상

### 각색상
- 표적 - 스콧 프랭크 수상

### TV 애니메이션상
- 폴 디니 수상

### 월계수상
- 폴 슈레이더 수상

### 멜저 상
- Paul Jarrico 수상

### 발렌타인 데이비스 상
- Barry Kemp 수상

### 모건 콕스 상
- Del Reisman 수상

### 에블린 F. 버클리 상
- 프랭크 피어슨 수상

### 파울 셀빈 명예상
- 블라인드 페이스 - 프랭크 밀리터리 수상

### 명예상
- 데이비드 브라운 수상
- 호톤 푸트 수상